# 東海林亜祐
東海林 亜祐（しょうじ あゆ、9月21日 - ）は、日本の女性声優。兵庫県出身。レオパード・スティール所属。

## 人物
神戸スポーツアートCocoro専門学校（現：専門学校アートカレッジ神戸）声優科中退を経て、松濤アクターズギムナジウム2013年度19期特待生となる。
趣味・特技は関西弁、ギター、岩盤浴、ねこ。

## 出演
太字はメインキャラクター。

### テレビアニメ
時期不明
- レゴ ニンジャゴー

2010年
- 世紀末オカルト学院（女生徒B）

2013年
- うたの☆プリンスさまっ♪ マジLOVE2000%
- BROTHERS CONFLICT（女性C）

2014年
- 未確認で進行形（生徒たち）

2019年
- ソードアート・オンライン アリシゼーション War of Underworld（側近）

2021年
- 宇宙なんちゃら こてつくん（ウラガワくんの母、お客さん、宇宙船のガイド、学生、生徒）
- 擾乱 THE PRINCESS OF SNOW AND BLOOD
- シャドウバース

2022年
- チキップダンサーズ ノリノリダンスでこころもおどる

2023年
- シャドウバースF（クラスメイト）
- TRIGUN STAMPEDE

2024年
- 俺だけレベルアップな件（看護師）

2025年
- Turkey!

### 劇場アニメ
2019年
- HELLO WORLD

2020年
- ジョゼと虎と魚たち

### Webアニメ
時期不明
- JR貨物 アニメーション動画「エコレールマークってなぁに?」

2021年
- ふじみ野歴史アニメ（ふじみるん）

2022年
- テルマエ・ロマエ ノヴァエ（子供）

### ゲーム
2017年
- 明鏡連符（推方ゆらぎ）

2019年
- 日替わり内室（薛宝釵、羋月、卓文君）
- Black Survival（南莉央、ラウラ）

2020年
- 偽りのアリス（ガラハド、クトゥグア、ロキ、アザトース）
- ソードアート・オンライン アリシゼーション リコリス
- メルヘン・オブ・ライト〜モロガミ放置RPG〜（パンドラ、ヨルムンガンド ほか）
- リーグオブワンダーランド（戦の女神アテナ）

2021年
- It Takes Two（MissQ）
- 食物語（年糕）
- 戦国覇業
- 台湾妖怪フルーツ（灯猿）
- 逆転裁判 VR20号事件（音無琴葉）

2022年
- アモルエポック（ルーナ）
- エターナルリターン（ラウラ、莉央、プリズン・ブレイクラウラ）
- きらめきパラダイス（アンネイ）
- 少女廻戦（甄姬）
- 空の勇者たち（ミーナ）
- 東方アルカディアレコード（純狐）
- 不機嫌な小閻魔王様 Relive（孟婆）

2023年
- Echocalypse -緋紅の神約-（ラスコフ）
- こんにちワン!ヒーロー（筋トレワン）
- ドラゴン麻雀（月蘿）

2024年
- アセントプロトコル（あいり）
- 異世界のんびりライフ〜モン娘とゆるふわな日常（ヒヨリ、ディア、羅夢音、ロス）
- 終末先鋒隊（水香）
- 職場少女 Fighting!（チヨ、モリーナ）
- わんことあそぼ! めざせドッグトレーナー!（男の子〈クール〉）

2025年
- QuantanoID（メイ、ARQLNR-Gen1F23）
- maimaiでらっくす PRiSM PLUS（リズ）

### 吹き替え
- イヤー・オブ・ザ・スネーク 第四の帝国
- タイムトラベラーの系譜 ルビー・レッド（グレンダ）
- リチャード・ザ・ストーク 飛べないワタリドリ（スズメ）
- RENDEL レンデル（エンニ）

### 特撮
- 仮面ライダーガヴ（2024年 - 2025年、エージェントの声、ゴチゾウの声）

### ボイスコミック
- 悪役令嬢との友情ルート（女子）
- 貴方は嵌められたのですよ?（マリア=バレッド）
- アメノフル（入江トウカ）
- 妹に聞いてみないと（あやめ）
- 過保護な颯くんの偏愛がすぎる（花音ちゃん）
- 極東ネクロマンス（宇埜薫〈幼少期〉）
- シド・クラフトの最終推理（シド・クラフト〈幼少期〉）
- 邪魔者のようですが、王子の昼食は私が作るようです（ユリア・クライブ）
- 賞味期限切れの恋をあなたと（白井香帆）
- 第七王子に生まれたけど、何すりゃいいの?（マリア・グリマルディ）
- 注文の多い魔法使い契約花嫁はおねだり上手な最強魔術師に溺愛されています?!（キアラ・ルクウォーツ・エドウィージュ）
- 転生聖女の二度目の結婚〜前世の夫から逃れて殿下と添い遂げたい〜（シリル・ラティーゼ〈幼少期〉）
- どうせ捨てられるのなら、最後に好きにさせていただきます（アニエス）
- 年の差十五の旦那様〜辺境伯の花嫁候補〜（シェリル・アシュフィールド）
- はじめては結婚のあとで（綾川真琴）
- 貧乏令嬢の勘違い聖女伝〜お金のために努力してたら、王族ハーレムが出来ていました!?〜（お母様）
- ボクラノキセキ（女子生徒）
- 蜜愛婚〜極上御曹司とのお見合い事情〜（店員）
- 有害超獣（長谷川すみれ）
- 冷血悪女による無垢な王子の利用法（貴族の女性）

### ボイスドラマ
- 怪奇伝説バスターズ 科学であばく!! 旧校舎死神のナゾ!?（七海アカネ）
- 二条くんはわたしの執事 平凡なわたしが今日からお嬢さま!?（女子）

### オーディオブック
- 秋の花
- 朝霧
- コンビニエンス・ラブ
- サムのこと 猿に会う
- 下妻物語 ヤンキーちゃんとロリータちゃん
- 14歳、明日の時間割
- 空飛ぶ馬
- 誰にも愛されないので床を磨いていたらそこが聖域化した令嬢の話
- 匿名
- ハピネス
- 武道館
- 夜の蝉
- よろこびの歌
- 六の宮の姫君
- 私はないものを数えない。

### ドラマCD
- 1年A組のモンスター（女子学生）

### ラジオ
- ザ・ノイジーズpresents「鋼鉄祭2014」（2014年） - メタル初心者受講生
- れおぱーど・すくーる! 第38回、第51回

### テレビ
- よってこ てんてこ め江戸かふぇ（2013年、少女1）

### CM
※いずれもナレーション
- SCRAP 「リアル脱出ゲーム」
  - 「地下迷宮に眠る謎2020」（2020年）※Web CM
  - 「サマーウォーズ「AIによる世界支配からの脱出」」（2021年）
- アクアビーズ 「すみっコぐらしスペシャルセット」
- ナイキ 「Training Ciub」
- NECネッツエスアイ 「お客様導入事例」
- タカラトミー 「全国いぬ駅長さん大集合!!第1回わんわんミーティング」

### PV
- 消えたい私は、きみと出会えて（藤岡菜々子）
- ソニー・コンピュータエンタテインメント・PlayStation 4 「V!勇者のくせになまいきだR」（2017年、ナレーション）
- リーグ・オブ・ワンダーランド（ナレーション）

### MC
- セブンパーク アリオ柏 ハロウィンイベント
- パラスポ体験@空の日 羽田空港イベント

### その他
- なぞともカフェ なぞときCUBE「想い出列車となくした切符」（ウサギ）
- 音の出る絵本
  - 「おうた・クイズ・なきごえいり どうぶつタブレットずかん」
  - 「おうたも クイズも はっしんおんも たのしい音がいっぱい のりものタブレットずかん」